# Roger Norman
Pour les articles homonymes, voir Norman.
Roger Karl Evald Norman (né le 2 août 1928 à Västerås et décédé le 29 novembre 1995 à Västerås également) est un athlète suédois spécialiste du triple saut. Mesurant 1,90 m pour 70 kg, il était licencié au Västerås IK.

## Biographie

### Palmarès
| Date | Compétition           | Lieu     | Résultat | Performance |
| ---- | --------------------- | -------- | -------- | ----------- |
| 1952 | Jeux olympiques d'été | Helsinki | 8e       | 14,89 m     |
| 1954 | Championnats d'Europe | Berne    | 2e       | 15,17 m     |

### Records
| Épreuve     | Performance | Lieu | Date |
| ----------- | ----------- | ---- | ---- |
| Triple saut | 15,41 m     |      | 1958 |